# 榎木田智子
榎木田 智子（えのきだ ともこ、1980年6月9日 - ）は、宮崎県日南市出身のフリーアナウンサーである。
静岡エフエム放送（K-MIX）、エフエム宮崎（JOY FM）の元アナウンサー・ラジオパーソナリティ。
現・Eternal Growth代表、ストレスゼロ・トレーナー。

## 人物・来歴
来歴
- 宮崎県日南市生まれ、宮崎市育ち。
- 宮崎県立宮崎西高等学校、青山学院大学卒業。早川美幸は大学時代の同級生。
- 2003年4月から、静岡エフエム放送（K-MIX）に所属し、2007年3月をもって宮崎県へ帰郷。
- 2007年4月からエフエム宮崎（JOY FM）のアナウンサーとなる。
- 2012年9月をもってJOY FMを退社、フリーアナウンサーとなる。
- 2012年4月、Eternal Growthを設立し、ストレスゼロ・トレーナーとしても活動中。

人物
- 血液型はAB型。愛称は「エノッキー」。
- K-MIX時代、昼の番組では落ち着いた語りだが、深夜番組の静岡100マイル倶楽部ではアントニオ猪木や黒柳徹子などの物真似や歌を披露するなど、意外な面を見せている。
- クリスマスケーキをお取り寄せして、一人で全部食べるほど、甘いものには目がない。

## 過去の担当番組
K-MIX時代
- キモチレシピ 〜We Feel Fine〜 [1]
- MIND SCAPE[2][3]
- K-MIX Brand-new Junction（2003年4月 - 2005年3月）
- K-MIX Afternoon Boulevard 水・木担当（2005年4月 - 2007年3月）
- PERKY SOUND FLASH（2006年4月 - 2007年3月）
- 静岡100マイル倶楽部（2006年4月 - 2007年3月）

JOY FM時代
- Good Morning Miyazaki JOYFM HYBRID MORNING[4]